# برونا واو
برونا واو (‎/ˈbroʊnə ˈwɔː/‎ BROH-nə WAW ; متولد ۶ اکتبر ۱۹۸۲) یک هنرپیشه اهل ایرلند شمالی است. او از سال ۲۰۰۹ تا ۲۰۱۳ در سریال کانال ۴ سریال هالیوکس نقش شریل برادی را بازی کرد
در ۵ می ۲۰۲۱، واو اولین فرزندش پسری به دنیا آورد. او مدافع ازدواج همجنس گرایان در ایرلند شمالی بوده است.

## فیلم‌شناسی
| سال  | عنوان              | نقش            | یادداشت   |
| ---- | ------------------ | -------------- | --------- |
| ۲۰۰۸ | خانم مفهوم         | مسئول پذیرش    | فیلم بلند |
| ۲۰۱۵ | یک ستاره کریسمس    | ماریا اوهانلون | فیلم بلند |
| ۲۰۱۷ | محور               | سیوبهان        | فیلم بلند |
| ۲۰۱۸ | یک مکان تاریک      | دونا رویتزل    |           |
| ۲۰۱۸ | گریس و جالوت       | مو             |           |
| ۲۰۱۸ | نفوذ اجتماعی       | سارا           | کوتاه     |
| ۲۰۲۳ | سرقت قبل از کریسمس | جورجینا        |           |

| سال              | عنوان               | نقش              | یادداشت‌ها                           |
| ---------------- | ------------------- | ---------------- | ----------------------------------- |
| ۲۰۰۶             | پیاده زدن           | برونگ            |                                     |
| ۲۰۰۷             | دکتر هو             | اضافه            |                                     |
| ۲۰۰۸, ۲۰۱۰, ۲۰۱۲ | بعد از اون          | "شیرل بریدی"     | نقش اصلی                            |
| ۲۰۰۹–۲۰۱۳        | هولویک              | "شیرل بریدی"     | سریال منظم                          |
| ۲۰۱۳–۲۰۱۶        | سقوط                | سالی آن اسپکتور  |                                     |
| ۲۰۱۴             | شهر هولبی           | لورین جینیوار    | قسمت: "می‌بایست آشنایی فراموش شود"   |
| ۲۰۱۶             | کانال صفر: مومبای   | مارلا جوان       | قسمت: "میخوای یه چیزی جالب ببینیم؟" |
| ۲۰۱۶             | فوق طبیعی           | خانم وات         | قسمت: "باید آرام و ادامه بده"       |
| ۲۰۱۸             | فراموش نشده         | جسیکا رید        | نقش اصلی                            |
| ۲۰۱۹             | آگاتا و لعنت ایشتار | لوسی برنارد      | فیلم تلویزیونی                      |
| ۲۰۱۹             | دخترهای دیری        | کاتی ماگویر      | قسمت: "رئیس"                        |
| ۲۰۲۰             | اعتصاب              | "داون کلنسی"     | قسمت دوم: "سفید کشنده: قسمت دوم"    |
| ۲۰۲۰             | دیس                 | شارلوت پروکتور   | نقش اصلی                            |
| ۲۰۲۱             | دیدگاه              | دی سی استلا بکیت | نقش اصلی                            |
| ۲۰۲۱             | قتل‌های میدمیر       | بلیز مک کوین     | قسمت: "با نفس کشیدن"                |
| ۲۰۲۱             | گاری پادشاه         | مدیره            | دو قسمت                             |
| ۲۰۲۲             | ریدیلی              | د. کارول فارمن   | نقش اصلی                            |
| ۲۰۲۲             | خانه ما             | آلیسون           | نقش اصلی                            |
| ۲۰۲۲             | مشکوک               | کارا             | سریال کوچک                          |
| ۲۰۲۳             | مرگ در بهشت         | دبی کلومسون      | سال ۲۰۲۳                            |
| TBA              | تاریخ بازی          | TBA              | ۵ قسمت                              |